# Bundles
Bundles er et album fra 1975 med den britiske psykedeliske, jazz/fusions- og progressive rockgruppe Soft Machine.
På Bundles er det eneste tilbageblevne medlem fra de tidligere besætninger tangentspilleren Mike Ratledge. Guitaristen Allan Holdsworths bidrag, der giver mindelser om jazz/fusionsmusikken hos John McLaughlins Mahavishnu Orchestra, adskiller dette album fra de tidligere Soft Machine-indspilninger, som ikke havde haft guitar med.

Denne artikel er en oversættelse af artiklen Bundles (album) på den engelske Wikipedia. 